# فرانسيسكو سواريس
فرانسيسكو سواريز (بالبرتغالية: Tiquinho Soares‏) (17 يناير 1991 بناتال في البرازيل - ) هو لاعب كرة قدم برازيلي في مركز الهجوم. لعب مع ناسيونال ماديرا ونادي تريزه وCerâmica Atlético Clube ‏ وإسبورتي بيلوتاس ‏ ونادي بوتافغو لكرة القدم ونادي فيرانوبوليس وأمريكا دي ناتال ‏ وCentro Sportivo Paraibano ‏ وSousa Esporte Clube ‏ وLucena CF ‏.

## وصلات خارجية
- فرانسيسكو سواريس على موقع الاتحاد الأوربي (الإنجليزية)
- فرانسيسكو سواريس على موقع قاعدة بيانات كرة القدم.إي يو (الإنجليزية)
- فرانسيسكو سواريس على موقع ليكيب (الفرنسية)
- فرانسيسكو سواريس على موقع Soccerway.com (الإنجليزية)
- فرانسيسكو سواريس على موقع عالم كرة القدم.نت (الإنجليزية)
- فرانسيسكو سواريس على موقع AS.com (الإسبانية)